# Nicolas Julian
Nicolas Julian (* 29. Juli 1993 in Hamburg) ist ein in Berlin ansässiger Hard-Techno-DJ und Produzent. Er veranstaltet regelmäßig eigene Veranstaltungsreihen und veröffentlicht seine Musik hauptsächlich selbst.

## Werdegang
Nicolas organisierte bereits im Teenager-Alter erste Veranstaltungen in seiner Heimatstadt Hamburg und war bereits früh als DJ unterwegs. Seine Karriere entwickelte sich vor allem seit 2023 mit dem Start seiner Veranstaltungsreihe "One Hour Rave" und der Veröffentlichung von seiner bis heute erfolgreichstem Produktion "Mask Off" (Eine Bearbeitung von Future - Mask Off) mit über 70 Mio. Streams immer rasanter. Die Kollaboration Reminisce mit A*S*Y*S erreichte Rang #6 der Beatport Charts im Bereich Hard Techno. Erste größere Auftritte hatte Nicolas Julian bis 2023 beim Parookaville, Panama Open Air, San Hejmo sowie der Open Beatz Mainstage. Dazu spielte er in Clubs wie dem Bootshaus und Ritter Butzke.
2024 veröffentlichte er, zusammen mit Ultimo, die Hard-Techno-Nummer 303 (Sound Of The Underground). Das Lied war Bestandteil der Livesets mehrerer DJs, darunter Charlotte De Witte beim Mysteryland sowie Alignment beim Rotterdam Rave Festival. Auch entstand die EP Bow & Arrow, welche einen VIP Mix von der zuvor erschienenen Single Jump Dance Move Bounce enthält. Beide Versionen erreichten jeweils Rang #6 der Beatport Hard Techno Charts. Unter seinem eigenen Label Backlog erschien die EP Slingshot. 2024 hatte Nicolas Julian Auftritte auf den Festivals World Club Dome Winter, Ikarus, Sputnik Springbreak, Hive, Panama Open Air, Electric Love, Electrisize und World Club Dome. Außerdem gehörte er zu den Break-Through-Artists des Jahres im FAZEmag-Jahrespoll.
Neben weiteren Clubshows in Dallas, Houston, Paris und London spielt Nicolas Julian deutschlandweit eigene Concept Shows. Nach einem Remix des Moby-Klassikers Feeling So Real kollaborierte er mit Airod, was das FAZEmag als „innovative Zusammenarbeit“ bewertete. Die Anzahl monatlicher Hörer auf Spotify stieg Anfang 2025 auf 3,4 Mio.

## Diskografie

### EP
- 2024: Bow & Arrow
- 2024: Slingshot
- 2025: Boomerang

### Singles
- 2019: Dream
- 2021: One Last Dance [RCA]
- 2021: Squid Game – The Original (mit Paratone) [Nitron]
- 2022: I Need [RCA]
- 2022: Wait a Minute! [RCA]
- 2022: Cool for the Summer [RCA]
- 2022: Break The Tide [RCA]
- 2022: Feels Amazing [RCA]
- 2023: La La La [B1]
- 2023: Time
- 2023: Mask Off [B1]
- 2023: Reminiscence (mit A*S*Y*S)
- 2023: Jump Dance Move Bounce (mit Notmytype, Aenjay)
- 2024: Bad Girls [B1]
- 2024: Sucker
- 2024: New Phone Who Dis?
- 2024: All I Wanna
- 2025: Rock This Place
- 2025: Like This (mit Storm)
- 2025: Real Shit (mit Airod)
- 2025: Beat Back

### Remixe
- 2022: AJR – Weak
- 2023: SM:LY – Oui mais Non
- 2024: Moby – Feeling So Real